# Puchar Niemiec w piłce nożnej (2016/2017)
Puchar Niemiec w piłce nożnej mężczyzn 2016/2017 – 74. edycja rozgrywek mających na celu wyłonienie zdobywcy Pucharu Niemiec, który uzyska tym samym prawo gry w fazie grupowej Ligi Europy UEFA sezonu 2017/2018. Finał został rozegrany na Stadionie Olimpijskim w Berlinie. W finale Borussia Dortmund pokonała Eintracht Frankfurt 2:1, zdobywając to trofeum po raz 4.

## Drużyny
| uczestnicy Bundesligi w sezonie 2015/2016 wszystkie zespoły | uczestnicy 2. Bundesligi w sezonie 2015/2016 wszystkie zespoły | 4 najlepsze zespoły 3. Bundesligi w sezonie 2015/2016 oraz zdobywcy pucharów regionalnych 28 zespołów |
| --- | --- | --- |
| - Bayern Monachium - Borussia Dortmund - Bayer 04 Leverkusen - Borussia Mönchengladbach - FC Schalke 04 - 1. FSV Mainz 05 - Hertha BSC - VfL Wolfsburg - 1. FC Köln - HSV - FC Ingolstadt 04 - FC Augsburg - Werder Brema - SV Darmstadt 98 - TSG 1899 Hoffenheim - Eintracht Frankfurt - VfB Stuttgart - Hannover 96 | - SC Freiburg - RB Lipsk - 1. FC Nürnberg - FC St. Pauli - VfL Bochum - 1. FC Union Berlin - Karlsruher SC - Eintracht Brunszwik - SpVgg Greuther Fürth - 1. FC Kaiserslautern - 1. FC Heidenheim - Arminia Bielefeld - SV Sandhausen - Fortuna Düsseldorf - TSV 1860 Monachium - MSV Duisburg - FSV Frankfurt - SC Paderborn 07 | - Dynamo Drezno - FC Erzgebirge Aue - Würzburger Kickers - 1. FC Magdeburg - VfL Lübeck - FK Ravensburg - FC Carl Zeiss Jena - SV Babelsberg 03 - SV Drochtersen/Assel - FC Viktoria Köln - Rot-Weiss Essen - BFC Preussen - Hallescher FC - FC 08 Villingen - FC 08 Homburg - Hansa Rostock - Sportfreunde Lotte - FC Eintracht Norderstedt 03 - FC Astoria Walldorf - 1. FC Germania Egestorf/Langreder - SC Hauenstein - SpVgg Unterhaching - Bremer SV - SSV Jahn Regensburg - SG Wattenscheid 09 - Kickers Offenbach - FSV Zwickau - Eintracht Trewir |

## Plan rozgrywek[1]
- 1. runda – 19-22 sierpnia 2016
- 2. runda – 25-26 października 2016
- 3. runda – 7-8 lutego 2017
- ćwierćfinały – 28 lutego-14 marca 2017
- półfinały – 25-26 kwietnia 2017
- finał – 27 maja 2017

## Rozgrywki

### 1. runda
Mecze zostały rozegrane w dniach 19-22 sierpnia 2016 roku.
| 19 sierpnia 2016 | VfB Lübeck | 0:3   | FC St. Pauli                                    |                                                               |
| 20:45            |            | (0:1) | 16' Eggen Hedenstad · 61' Gonther · 89' Ducksch | Stadion Lohmühle, Lubeka Widzów: 13000 Sędzia: Martin Thomsen |

| 19 sierpnia 2016 | FK Ravensburg | 0:2   | FC Augsburg                      |                                                                  |
| 20:45            |               | (0:1) | 29' Koo Ja-cheol · 68' Bobadilla | Geberit-Arena, Pfullendorf Widzów: 8000 Sędzia: Benedikt Kempkes |

| 19 sierpnia 2016 | FC Carl Zeiss Jena | 0:5   | Bayern Monachium                                   |                                                              |
| 20:45            |                    | (0:3) | 3', 34', 43' Lewandowski · 72' Vidal · 77' Hummels | Ernst-Abbe-Sportfeld, Jena Widzów: 19000 Sędzia: Harm Osmers |

| 20 sierpnia 2016 | Würzburger Kickers | 1:0 (pd.) | Eintracht Brunszwik |                                                              |
| 15:30            | 103' Soriano       | (0:0)     |                     | flyeralarm Arena, Würzburg Widzów: 6384 Sędzia: Jochen Drees |

| 20 sierpnia 2016 | SV Babelsberg 03 | 0:4   | SC Freiburg                                      |                                                                  |
| 15:30            |                  | (0:2) | 20', 63' Grifo · 40' Haberer · 69' Niederlechner | Karl-Liebknecht-Stadion, Poczdam Widzów: 6341 Sędzia: René Rohde |

| 20 sierpnia 2016 | SV Drochtersen/Assel | 0:1   | Borussia Mönchengladbach |                                                                         |
| 15:30            |                      | (0:0) | 55' Korb                 | Kehdinger Stadion, Drochtersen Widzów: 7154 Sędzia: Matthias Jöllenbeck |

| 20 sierpnia 2016 | FC Viktoria Köln                                                         | 1:1 k. 5:6    | 1. FC Nürnberg                                              |                                                                   |
| 15:30            | 80' Wunderlich                                                           | (0:0, k. 5:6) | 76' Margreitter                                             | Sportpark Höhenberg, Kolonia Widzów: 4787 Sędzia: Daniel Schlager |
| 15:30            | · Wunderlich · Nottbeck · Backszat · Koronkiewicz · Schwarz · Holzweiler | Rzuty karne   | · Burgstaller · Behrens · Kempe · Brečko · Leibold · Alushi | Sportpark Höhenberg, Kolonia Widzów: 4787 Sędzia: Daniel Schlager |

| 20 sierpnia 2016 | Rot-Weiss Essen                            | 2:2 k. 4:5    | Arminia Bielefeld                         |                                                              |
| 15:30            | 53' Malura · 77' Baier · 62' Huckle        | (0:1, k. 4:5) | 9', 69' Klos                              | Stadion Essen, Essen Widzów: 17500 Sędzia: Christian Dingert |
| 15:30            | · Löning · Brauer · Malura · Weber · Baier | Rzuty karne   | · Klos · Junglas · Ulm · Putaru · Hemlein | Stadion Essen, Essen Widzów: 17500 Sędzia: Christian Dingert |

| 20 sierpnia 2016 | BFC Preussen | 0:7   | 1. FC Köln                                                                      |                                                                              |
| 15:30            |              | (0:2) | 19' Rausch · 45' Modeste · 68' Maroh · 70' Risse · 75' Rudņevs · 79', 88' Ōsako | Stadion An der Alten Försterei, Berlin Widzów: 6318 Sędzia: Alexander Sather |

| 20 sierpnia 2016 | Dynamo Drezno                                      | 2:2 k. 5:4    | RB Lipsk                                           |                                                             |
| 15:30            | 47', 78' Kutschke                                  | (0:2, k. 5:4) | 15' Sabitzer · 45' Kaiser                          | Glücksgas-Stadion, Drezno Widzów: 29222 Sędzia: Felix Brych |
| 15:30            | · Testroet · Stefaniak · Teixeira · Gogia · Aosman | Rzuty karne   | · Kalmár · Orban · Ilsanker · Kaiser · Halstenberg | Glücksgas-Stadion, Drezno Widzów: 29222 Sędzia: Felix Brych |

| 20 sierpnia 2016 | Hallescher FC                                      | 4:3 (pd.) | 1. FC Kaiserslautern         |                                                                 |
| 15:30            | 33' Aliji (sam.) · 54', 58' El-Helwe · 94' Gjasula | (1:2)     | 23', 90' Osawe · 37' Stieber | Erdgas Sportpark, Halle Widzów: 10021 Sędzia: Bibiana Steinhaus |

| 20 sierpnia 2016 | FC 08 Villingen | 1:4   | Schalke 04                                       |                                                                                   |
| 15:35            | 90' Ketterer    | (0:2) | 10' Aogo · 19' Embolo · 75' Geis · 86' Huntelaar | Stadion im Friedengrund, Villingen-Schwenningen Widzów: 14400 Sędzia: Patrick Alt |

| 20 sierpnia 2016 | TSV 1860 Monachium       | 2:1   | Karlsruher SC   |                                                                 |
| 18:30            | 60' Aigner · 90' Matmour | (0:0) | 67' Diamandakos | Allianz Arena, Monachium Widzów: 16800 Sędzia: Sascha Stegemann |

| 20 sierpnia 2016 | FC 08 Homburg | 0:3   | VfB Stuttgart                         |                                                                    |
| 18:30            |               | (0:0) | 53' Gentner · 58' Özcan · 90' Taszczy | Waldstadion Homburg, Homburg Widzów: 10800 Sędzia: Robert Hartmann |

| 20 sierpnia 2016 | Hansa Rostock | 0:3   | Fortuna Düsseldorf            |                                                               |
| 18:30            |               | (0:1) | 21', 57' Sobottka · 62' Bebou | Ostseestadion, Rostock Widzów: 18100 Sędzia: Frank Willenborg |

| 20 sierpnia 2016 | FSV Frankfurt   | 1:2   | VfL Wolfsburg                |                                                                         |
| 20:45            | 52' Schleusener | (0:2) | 5' Schäfer (sam.) · 16' Dost | PSD Bank Arena, Frankfurt nad Menem Widzów: 5050 Sędzia: Wolfgang Stark |

| 21 sierpnia 2016 | Sportfreunde Lotte | 2:1   | Werder Brema                |                                                                        |
| 15:30            | 8' Rahn · 54' Dej  | (1:1) | 45' Junuzović · 82' Bartels | Sportpark am Lotter Kreuz, Lotte Widzów: 14209 Sędzia: Christian Dietz |

| 21 sierpnia 2016 | FC Eintracht Norderstedt 03 | 1:4   | SpVgg Greuther Fürth                            |                                                                           |
| 15:30            | 81' Drinkuth                | (0:1) | 42' Žulj · 71' Dursun · 88' Tripić · 90' Kirsch | Edmund-Plambeck-Stadion, Norderstedt Widzów: 3000 Sędzia: Benjamin Bläser |

| 21 sierpnia 2016 | FC Astoria Walldorf                            | 4:3 (pd.) | VfL Bochum                         |                                                                |
| 15:30            | 30' Gross · 55' Carl · 95' Meyer · 107' Straub | (1:1)     | 22' Stiepermann · 65', 117' Stöger | FC-Astoria-Stadion, Walldorf Widzów: 2800 Sędzia: Riem Hussein |

| 21 sierpnia 2016 | MSV Duisburg   | 1:2 (pd.) | Union Berlin               |                                                                       |
| 15:30            | 67' Iljutcenko | (0:0)     | 62' Quaner · 95' Skrzybski | Schauinsland-Reisen-Arena, Duisburg Widzów: 14209 Sędzia: Marco Fritz |

| 21 sierpnia 2016 | 1. FC Magdeburg                                      | 1:1 k. 3:4    | Eintracht Frankfurt                          |                                                            |
| 15:30            | 86' Hammann                                          | (0:1, k. 3:4) | 7' Hrgota · 100' Hector                      | MDCC-Arena, Magdeburg Widzów: 24400 Sędzia: Markus Schmidt |
| 15:30            | · Hammann · Müller · Exslager · Beck · Löhmannsröben | Rzuty karne   | · Meier · Hasebe · Mascarell · Blum · Varela | MDCC-Arena, Magdeburg Widzów: 24400 Sędzia: Markus Schmidt |

| 21 sierpnia 2016 | 1. FC Germania Egestorf/Langreder | 0:6   | TSG Hoffenheim                                                           |                                                                         |
| 15:30            | 61' Dismer                        | (0:4) | 18', 32', 80' Kramarić · 21' Rudy · 43' Uth · 90' Wagner · 72' Kadeřábek | August-Wenzel-Stadion, Barsinghausen Widzów: 2585 Sędzia: Marcel Schütz |

| 21 sierpnia 2016 | SC Hauenstein | 1:2   | Bayer Leverkusen              |                                                                         |
| 15:30            | 81' Srzentic  | (0:1) | 39' Hernández · 67' Bellarabi | Sportpark Husterhöhe, Pirmasens Widzów: 3500 Sędzia: Florian Badstübner |

| 21 sierpnia 2016 | SpVgg Unterhaching                      | 3:3 k. 2:4    | FSV Mainz 05                                     |                                                                      |
| 15:30            | 33', 89' Hain · 90' Lux                 | (1:1, k. 2:4) | 22' Córdoba · 64' Frei · 88' Malli · 114' Donati | Alpenbauer Sportpark, Unterhaching Widzów: 7000 Sędzia: Arne Aarnink |
| 15:30            | · Stahl · Hain · Dombrowka · Einsiedler | Rzuty karne   | · de Blasis · Malli · Clemens · Rodríguez        | Alpenbauer Sportpark, Unterhaching Widzów: 7000 Sędzia: Arne Aarnink |

| 21 sierpnia 2016 | Bremer SV | 0:7   | SV Darmstadt                                                                       |                                      |
| 15:30            |           | (0:4) | 18', 45', 58' Čolak · 22' Kmiec (sam.) · 40' Heller · 56' Gondorf · 87' Schipplock | Widzów: 2000 Sędzia: Lasse Koslowski |

| 21 sierpnia 2016 | SSV Jahn Regensburg                | 1:1 k. 3:5    | Hertha BSC                                          |                                                                  |
| 18:30            | 51' Nandzik                        | (0:0, k. 3:5) | 84' Weiser                                          | Continental-Arena, Ratyzbona Widzów: 12526 Sędzia: Robert Kampka |
| 18:30            | · Thommy · Džalto · Hein · Hofrath | Rzuty karne   | · Ibišević · Darida · Weiser · Plattenhardt · Kalou | Continental-Arena, Ratyzbona Widzów: 12526 Sędzia: Robert Kampka |

| 21 sierpnia 2016 | FC Erzgebirge Aue                                                           | 0:0 k. 7:8    | FC Ingolstadt 04                                                        |                                                                      |
| 18:30            |                                                                             | (0:0, k. 7:8) |                                                                         | Erzgebirgsstadion, Aue-Bad Schlema Widzów: 6650 Sędzia: Sören Storks |
| 18:30            | · Rizzuto · Köpke · Kvesić · Pepić · Nazarov · Breitkreuz · Hertner · Adler | Rzuty karne   | · Cohen · Suttner · Leckie · Groß · Hinterseer · Matip · Roger · Levels | Erzgebirgsstadion, Aue-Bad Schlema Widzów: 6650 Sędzia: Sören Storks |

| 21 sierpnia 2016 | SG Wattenscheid 09 | 1:2   | 1. FC Heidenheim           |                                                           |
| 18:30            | 30' Tumbul         | (1:0) | 75' Verhoek · 79' Thomalla | Lohrheidestadion, Bochum Widzów: 2500 Sędzia: Timo Gerach |

| 22 sierpnia 2016 | Kickers Offenbach             | 2:3 (pd.) | Hannover 96                                   |                                                                           |
| 18:30            | 29', 49' Firat · 60' Maslanka | (1:2)     | 3' Harnik · 22' Klaus · 120' Sané · 47' Anton | Sparda-Bank-Hessen-Stadion, Offenbach Widzów: 2500 Sędzia: Thorben Siewer |

| 22 sierpnia 2016 | SC Paderborn | 1:2   | SV Sandhausen                |                                                                |
| 18:30            | 50' Michel   | (0:1) | 18' Sukuta-Pasu · 90' Kister | Benteler-Arena, Paderborn Widzów: 4436 Sędzia: Martin Petersen |

| 22 sierpnia 2016 | FSV Zwickau | 0:1   | HSV           |                                                                  |
| 18:30            |             | (0:0) | 70' Halilović | Westsachsenstadion, Zwickau Widzów: 10134 Sędzia: Robert Kempter |

| 22 sierpnia 2016 | Eintracht Trewir | 0:3   | Borussia Dortmund             |                                                         |
| 20:45            |                  | (0:3) | 8', 33' Kagawa · 45' Schürrle | Moselstadion, Trewir Widzów: 10805 Sędzia: Manuel Gräfe |

### 2. runda
Mecze zostały rozegrane w dniach 25-26 października 2016 roku
| 25 października 2016 | Dynamo Drezno | 0:1   | Arminia Bielefeld |                                                               |
| 18:30                |               | (0:0) | 66' Hemlein       | Glücksgas-Stadion, Drezno Widzów: 26819 Sędzia: Robert Kampka |

| 25 października 2016 | SC Freiburg                                                | 3:3 k. 3:4    | SV Sandhausen                                                |                                                                                |
| 18:30                | 21' Möller Daehli · 76' Grifo · 82' Petersen               | (1:1, k. 3:4) | 39' Kister · 53' Wooten · 64' Sukuta-Pasu                    | Schwarzwald-Stadion, Fryburg Bryzgowijski Widzów: 14600 Sędzia: Tobias Stieler |
| 18:30                | · Petersen · Günter · Torrejón · Grifo · Philipp · Haberer | Rzuty karne   | · Roßbach · Sukuta-Pasu · Kister · Pledl · Karl · Vunguidica | Schwarzwald-Stadion, Fryburg Bryzgowijski Widzów: 14600 Sędzia: Tobias Stieler |

| 25 października 2016 | Würzburger Kickers                              | 0:0 k. 3:4    | TSV 1860 Monachium                                  |                                                                 |
| 18:30                |                                                 | (0:0, k. 3:4) |                                                     | flyeralarm Arena, Würzburg Widzów: 12142 Sędzia: Markus Schmidt |
| 18:30                | · Rama · Soriano · Benatelli · Pisot · Daghfous | Rzuty karne   | · Aycicek · Uduokhai · Wittek · Stojković · Mölders | flyeralarm Arena, Würzburg Widzów: 12142 Sędzia: Markus Schmidt |

| 25 października 2016 | Sportfreunde Lotte                                            | 2:2 k. 4:3    | Bayer Leverkusen                                                    |                                                                       |
| 18:30                | 47' Hilbert (sam.) · 105' Freiberger · 78' Wendel             | (0:1, k. 4:3) | 25', 95' Volland                                                    | Sportpark am Lotter Kreuz, Lotte Widzów: 10805 Sędzia: Wolfgang Stark |
| 18:30                | · Nauber · Freiberger · Steinhart · Dej · Langlitz · Tankulic | Rzuty karne   | · Aranguiz · Havertz · Volland · Hilbert · Wendell · Baumgartlinger | Sportpark am Lotter Kreuz, Lotte Widzów: 10805 Sędzia: Wolfgang Stark |

| 25 października 2016 | Borussia Mönchengladbach | 2:0   | VfB Stuttgart |                                                                  |
| 20:45                | 31' Johnson · 84' Stindl | (1:0) |               | Borussia-Park, Mönchengladbach Widzów: 40000 Sędzia: Günter Perl |

| 25 października 2016 | FC St. Pauli | 0:2   | Hertha BSC               |                                                                 |
| 20:45                |              | (0:1) | 42' Weiser · 54' Stocker | Millerntor-Stadion, Hamburg Widzów: 29123 Sędzia: Deniz Aytekin |

| 25 października 2016 | Eintracht Frankfurt                     | 0:0 k. 4:1    | FC Ingolstadt 04              |                                                                         |
| 20:45                | 88' Fabián                              | (0:0, k. 4:1) |                               | Commerzbank-Arena, Frankfurt nad Menem Widzów: 6300 Sędzia: Harm Osmers |
| 20:45                | · Huszti · Oczipka · Mascarell · Hasebe | Rzuty karne   | · Cohen · Brégerie · Hartmann | Commerzbank-Arena, Frankfurt nad Menem Widzów: 6300 Sędzia: Harm Osmers |

| 25 października 2016 | Hallescher FC | 0:4   | HSV                                          |                                                              |
| 20:50                |               | (0:2) | 8', 43' Wood · 57' Lasogga · 82' Waldschmidt | Moselstadion, Trewir Widzów: 10805 Sędzia: Christian Dingert |

| 26 października 2016 | FC-Astoria Walldorf | 1:0   | SV Darmstadt |                                                                     |
| 18:30                | 32' Hillenbrand     | (1:0) |              | FC-Astoria Stadion, Walldorf Widzów: 4000 Sędzia: Bibiana Steinhaus |

| 26 października 2016 | Hannover 96                                              | 6:1   | Fortuna Düsseldorf         |                                                          |
| 18:30                | 5' Sobiech · 7', 34' Klaus · 15', 16' Harnik · 53' Maier | (5:1) | 20' Akpoguma · 76' Schmitz | HDI-Arena, Hanower Widzów: 20500 Sędzia: Benjamin Cortus |

| 26 października 2016 | 1. FC Heidenheim | 0:1   | VfL Wolfsburg |                                                                          |
| 18:30                |                  | (0:0) | 49' Gomez     | Voith-Arena, Heidenheim an der Brenz Widzów: 9200 Sędzia: Benjamin Brand |

| 26 października 2016 | SpVgg Greuther Fürth      | 2:1   | FSV Mainz 05 |                                                         |
| 18:30                | 79' Sararer · 90' Berisha | (0:0) | 68' Córdoba  | Trolli ARENA, Fürth Widzów: 5975 Sędzia: Guido Winkmann |

| 26 października 2016 | 1. FC Nürnberg                     | 2:3   | Schalke 04                          |                                                                     |
| 20:45                | 59' Rahman Baba (sam.) · 68' Kempe | (0:3) | 20', 45' Konoplanka · 31' Huntelaar | Stadion Nürnberg, Norymberga Widzów: 28281 Sędzia: Frank Willenborg |

| 26 października 2016 | FC Köln                 | 2:1 (pd.) | TSG Hoffenheim |                                                                |
| 20:45                | 36' Risse · 91' Modeste | (1:1)     | 8' Hübner      | RheinEnergieStadion, Kolonia Widzów: 43000 Sędzia: Marco Fritz |

| 26 października 2016 | Bayern Monachium                | 3:1   | FC Augsburg |                                                                 |
| 20:45                | 2' Lahm · 41' Green · 90' Alaba | (2:0) | 68' Ji      | Allianz Arena, Monachium Widzów: 73500 Sędzia: Sascha Stegemann |

| 26 października 2016 | Borussia Dortmund          | 1:1 k. 3:0    | 1. FC Union Berlin           |                                                                |
| 20:45                | 45' Parensen (sam.)        | (1:0, k. 3:0) | 81' Skrzybski                | Signal Iduna Park, Dortmund Widzów: 79037 Sędzia: Jochen Drees |
| 20:45                | · Dembélé · Ginter · Götze | Rzuty karne   | · Kroos · Fürstner · Hosiner | Signal Iduna Park, Dortmund Widzów: 79037 Sędzia: Jochen Drees |

### 3. runda
Mecze 3. rundy odbywały się w dniach 7-8 lutego 2017 roku.
| 7 lutego 2017 | HSV                | 2:0   | 1. FC Köln |                                                             |
| 18:30         | 5' Jung · 75' Wood | (1:0) |            | Volksparkstadion, Hamburg Widzów: 45143 Sędzia: Günter Perl |

| 7 lutego 2017 | FC-Astoria Walldorf                               | 1:1 k. 4:5    | Arminia Bielefeld                                       |                                                                                         |
| 18:30         | 78' Karl                                          | (0:0, k. 4:5) | 52' Schütz · 115' Staude                                | FC-Astoria Stadion, Walldorf (Badenia-Wirtembergia) Widzów: 4000 Sędzia: Sven Jablonski |
| 18:30         | · Kern · Karl · Haas · Groß · Stadler · Kiermeier | Rzuty karne   | · Klos · Junglas · Schütz · Voglsammer · Nöthe · Salger | FC-Astoria Stadion, Walldorf (Badenia-Wirtembergia) Widzów: 4000 Sędzia: Sven Jablonski |

| 7 lutego 2017 | Bayern Monachium | 1:0   | VfL Wolfsburg |                                                             |
| 20:45         | 17' Costa        | (1:0) |               | Allianz Arena, Monachium Widzów: 73500 Sędzia: Jochen Drees |

| 7 lutego 2017 | SpVgg Greuther Fürth | 0:2   | Borussia Mönchengladbach |                                                           |
| 20:45         | 17' Pintér           | (0:2) | 12' Wendt · 36' Hazard   | Trolli ARENA, Fürth Widzów: 12336 Sędzia: Bastian Dankert |

| 8 lutego 2017 | Sportfreunde Lotte          | 2:0   | TSV 1860 Monachium |                                                                          |
| 18:30         | 28' Linder · 58' Freiberger | (1:0) | 90' Ribamar        | Sportpark am Lotter Kreuz, Lotte Widzów: 10056 Sędzia: Christian Dingert |

| 8 lutego 2017 | SV Sandhausen | 1:4   | Schalke 04                                              |                                                                   |
| 18:30         | 64' Wooten    | (0:3) | 38' Schöpf · 43' Caligiuri · 45' Naldo · 71' Konoplanka | Hardtwaldstadion, Sandhausen Widzów: 14500 Sędzia: Benjamin Brand |

| 8 lutego 2017 | Borussia Dortmund                         | 1:1 k. 3:2    | Hertha BSC                                          |                                                                 |
| 20:45         | 47' Reus · 58' Sokratis                   | (1:0, k. 3:2) | 27' Kalou                                           | Signal Iduna Park, Dortmund Widzów: 80500 Sędzia: Deniz Aytekin |
| 20:45         | · Dembélé · Pulisic · Aubameyang · Castro | Rzuty karne   | · Lustenberger · Darida · Esswein · Allagui · Kalou | Signal Iduna Park, Dortmund Widzów: 80500 Sędzia: Deniz Aytekin |

| 8 lutego 2017 | Hannover 96 | 1:2   | Eintracht Frankfurt         |                                                        |
| 20:45         | 57' Harnik  | (0:0) | 62' Tawatha · 66' Seferović | HDI-Arena, Hanower Widzów: 31000 Sędzia: Robert Kampka |

### Ćwierćfinały
Mecze ćwierćfinałowe odbyły się w dniach 28 lutego, 1 oraz 14 marca 2017 roku.
| 28 lutego 2017 | Eintracht Frankfurt | 1:0   | Arminia Bielefeld |                                                                           |
| 18:30          | 6' Blum             | (1:0) |                   | Commerzbank-Arena, Frankfurt nad Menem Widzów: 39000 Sędzia: Felix Zwayer |

| 1 marca 2017 | HSV      | 1:2   | Borussia Mönchengladbach |                                                             |
| 18:30        | 90' Wood | (0:0) | 53' Stindl · 61' Raffael | Volksparkstadion, Hamburg Widzów: 53249 Sędzia: Marco Fritz |

| 14 marca 2017 | Sportfreunde Lotte | 0:3   | Borussia Dortmund                          |                                                            |
| 18:30         |                    | (0:0) | 57' Pulisic · 66' Schürrle · 83' Schmelzer | Bremer Brücke, Osnabrück Widzów: 15780 Sędzia: Felix Brych |

### Półfinały
Mecze półfinałowe odbyły się w dniach 25-26 kwietnia 2017 roku.
| 25 kwietnia 2017 | Borussia Mönchengladbach                                                     | 1:1 k. 6:7    | Eintracht Frankfurt                                                          |                                                                    |
| 20:45            | 45' Hofmann                                                                  | (1:1, k. 6:7) | 15' Tawatha                                                                  | Borussia-Park, Mönchengladbach Widzów: 54014 Sędzia: Deniz Aytekin |
| 20:45            | · Stindl · Hermann · Hahn · Strobl · Bénes · Vestergaard · Christensen · Sow | Rzuty karne   | · Oczipka · Hector · Gaćinović · Fabián · Russ · Seferović · Varela · Hrgota | Borussia-Park, Mönchengladbach Widzów: 54014 Sędzia: Deniz Aytekin |

| 26 kwietnia 2017 | Bayern Monachium           | 2:3   | Borussia Dortmund                       |                                                             |
| 20:45            | 28' Martínez · 41' Hummels | (2:1) | 19' Reus · 69' Aubameyang · 74' Dembélé | Allianz Arena, Monachium Widzów: 75000 Sędzia: Manuel Gräfe |

### Finał
Finał odbył się 27 maja 2017 roku.
| 27 maja 2017 | Eintracht Frankfurt | 1:2   | Borussia Dortmund            |                                                            |
| 20:00        | 29' Rebić           | (1:1) | 19' Dembélé · 67' Aubameyang | Olympiastadion, Berlin Widzów: 74322 Sędzia: Deniz Aytekin |

| Puchar Niemiec w piłce nożnej 2016/2017 zwycięzcy |
| ------------------------------------------------- |
| Borussia Dortmund 4. tytuł                        |